# Forfar
Forfar (gael. Fharfair) − miasto w Szkocji, ośrodek administracyjny hrabstwa Angus, położone w dolinie Strathmore. Ok. 13,5 tys. mieszkańców.
W 1945 stacjonował tu 2 Batalion Grenadierów Polskich Sił Zbrojnych.

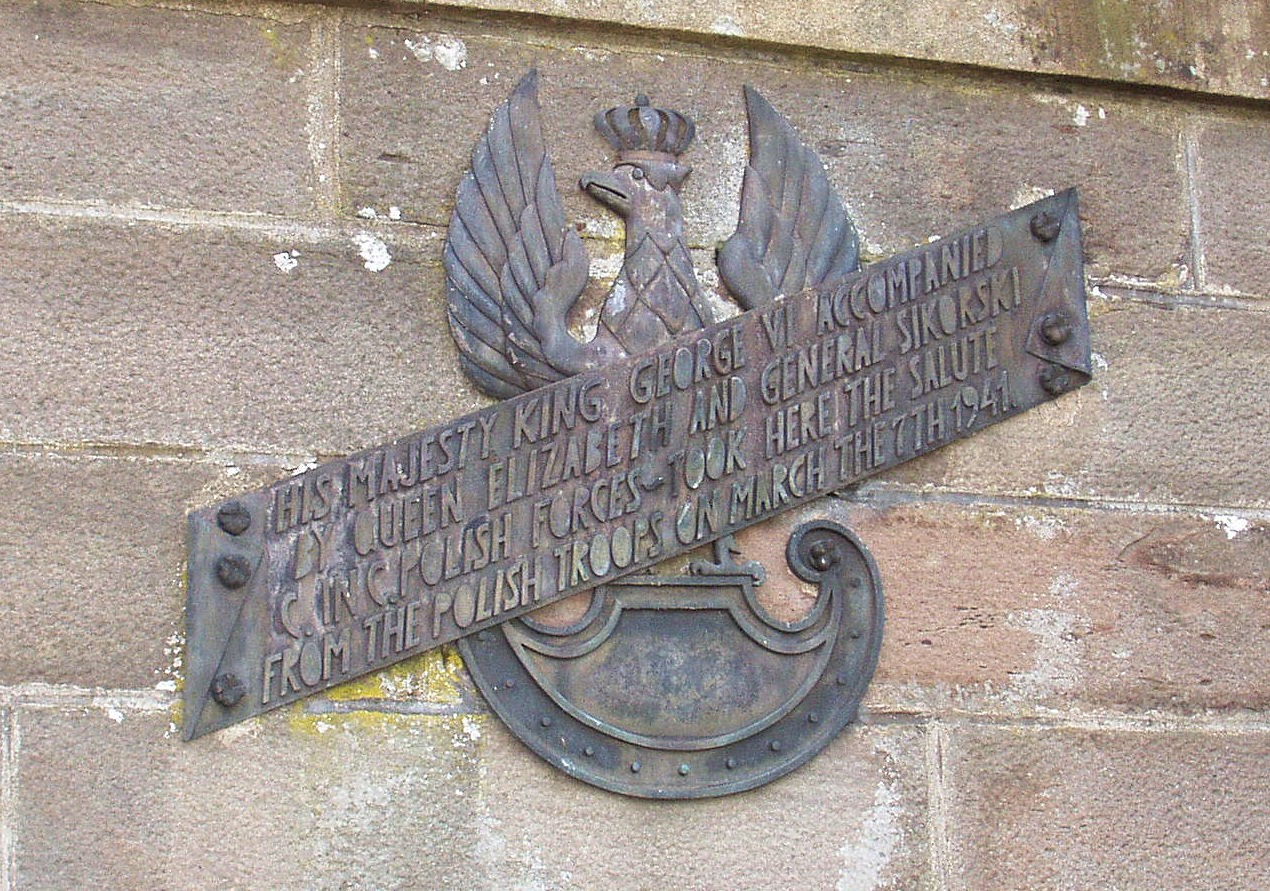
Tablica ufundowana przez radę miasta w pierwszą rocznicę wizyty pary królewskiej w 10 BKPanc